# Лалас, Алекси
Панайо́тис Алекса́ндер (Але́кси) Ла́лас (англ. Panayotis Alexander («Alexi») Lalas, 1 июня 1970, Бирмингем, Мичиган, США) — футболист, защитник сборной команды США. Участник чемпионатов мира 1994 и 1998, Олимпийских игр 1992 и 1996.

## Ранние годы
До начала профессиональной футбольной карьеры Лалас также занимался хоккеем и в 1987 году фигурировал в драфте Хоккейной Лиги Онтарио, однако не был выбран ни одним клубом.
С 1988 по 1991 год провёл в команде «Ратгерс Скарлет Найтс» при университете Ратгерс. В течение этого времени он дважды входил в 3-ю символическую сборную Первого дивизиона Всеамериканской лиги, а в 1991 году в 1-ю символическую сборную Лиги.
Зимой 1992 года Лалас тренировался и играл за резервный состав лондонского «Арсенала».

## «Падова»
После чемпионата мира 1994 года Лалас заключил контракт с клубом итальянской серии А «Падова». В сезоне 1994/95 за «Падова» Лалас забил 3 гола (в том числе в ворота «Милана» и «Интера»). Однако, результаты «Падовы» были слабыми и место в серии А удалось сохранить только благодаря успеху в переходных матчах.
В 1995 году Лалас подписал контракт с только что созданной лигой MLS для игр за один из её клубов, но Лига столкнулась со сложностями в организации чемпионата и отложила проведение первого сезона на 1996 год. Для поддержания игровой формы Лаласа отдали в аренду в клуб «Падова», где он провёл ещё 11 матчей до февраля 1996 года.

## MLS
В 1996 году MLS перед драфтом распределила наиболее классных футболистов по 10 командам Лиги. В том числе Лалас был определен в «Нью-Инглэнд Революшн». Он регулярно играл в составе «Революшн», в сезоне 1996/97 провёл 57 матчей, забив 3 гола.
В ноябре 1997 года Лалас провёл один месяц в аренде в клубе Первого эквадорского дивизиона «Эмелек». По возвращении в феврале 1998 года он был продан в «МетроСтарз» из Нью-Йорка.
Проведя сезон 1998 года Лалас вновь был продан (вместе с Тони Меолой в обмен на Марка Чанга и Майка Амманна) в «Канзас-Сити Уизардс» в январе 1999 года. В сезоне 1999 года Лалас провёл 30 игр и забил 9 мячей, после чего объявил о завершении карьеры в ноябре 1999 года.
Однако спустя год (в январе 2001) Лалас вернулся в футбол в качестве игрока «Лос-Анджелес Гэлакси», где играл до января 2004 года, после чего завершил выступления в профессиональном футболе.

## В сборной США
За сборную США Лалас в период с 1991 по 1998 год провёл 96 игр и забил 9 мячей. В том числе Лалас провёл без замен все 4 матча за сборную США на домашнем чемпионате мира 1994 года.
Также Алекси Лалас принимал участие в Олимпийских играх 1992 и 1996 (в качестве одного из трёх футболистов выше лимита по возрасту).
В 1995 году Лалас был выбран Спортсменом года в США и лучшим игроком сборной США по футболу.
На чемпионате мира 1998 года Лалас был в составе команды, но не выходил на поле. Последнее выступление Лаласа за национальную команду состоялось 30 мая 1998 года в матче против Шотландии.

## После игровой карьеры
После завершения игровой карьеры работал в качестве президента и генерального менеджера в клубах MLS: «Сан-Хосе Эртквейкс» (2004), «Нью-Йорк Ред Буллз» (2005) и «Лос-Анджелес Гэлакси» (2006—2008).
В 2006 году выбран в Зал футбольной славы США.
В настоящее время работает аналитиком и комментатором на каналах ESPN и ABC Sports.

## Достижения

### Командные
«Ратгерс»
- Херманн Трофи: 1991

«Лос-Анджелес Гэлакси»
- Обладатель Золотого кубка КОНКАКАФ: 2000
- Обладатель Открытого кубка США (Кубок Ламара Ханта): 2001
- Обладатель Кубка MLS: 2002
- Победитель регулярного чемпионата MLS (MLS Supporters' Shield): 2002

### Личные
- Игрок года клуба «Миссури Атлетик»: 1991
- Лучший футболист сборной США по версии Honda: 1995
- Футболист года в США: 1995
- Участник Чемпионата мира: 1994, 1998
- Символическая сборная года MLS: 2002
- Входит в символическую сборную MLS всех времён

## Личная жизнь
Родился в семье выходца из Греции Деметриуса Лаласа и американки Анни Хардинг Вудворс. Отец был профессором и директором Греческой национальной обсерватории, мать — писательница и поэтесса. Алекси Лалас женат, имеет двоих детей.
Брат Алекси Лаласа, Грег Лалас, также был футболистом и играл за «Тампа Бэй Мьютини», а в настоящее время работает главным редактором сайта MLSsoccer.com.

### Музыкальная карьера
Лалас являлся лидером (гитара и вокал) в рок-группе «Джипсиз», которая выпустила 2 альбома Woodland и Jet Lag. В 1998 году Лалас выпустил сольный альбом Ginger и сингл Goodnight Moon на лейбле CMC International.